# Melanagromyza superciliata
Melanagromyza superciliata este o specie de muște din genul Melanagromyza, familia Agromyzidae, descrisă de Spencer în anul 1962.
Este endemică în Myanmar. Conform Catalogue of Life specia Melanagromyza superciliata nu are subspecii cunoscute.